# 奥尔卡霍-德拉谢拉
奥尔卡霍-德拉谢拉，是西班牙马德里自治区的一个市镇。总面积21平方公里，总人口169人（2013年），人口密度8人/平方公里。